# Билимбаевка
Билимба́евка (устар. Билимбаиха) — река на Среднем Урале, левый приток реки Чусовой, впадает в неё в посёлке Билимбае. Протекает в Новоуральском городском округе и городском округе Первоуральск Свердловская область России. Длина — 19 километров.
В верховье река течёт в юго-восточном направлении, в среднем течении поворачивает на юг, затем в районе Билимбая делает петлю и поворачивает на юго-запад. В черте посёлка образует Билимбаевское водохранилище. В верховьях, возле деревни Елани, образует небольшой Еланский пруд. Река Билимбаевка является притоком третьего порядка у Волги.

## Происхождение топонима
Предположительно название реки образовано от тюркского мужского имени, которое в оригинале звучало как «белем бай» и означало «богатый знаниями». По другой версии, слово является тюркским переводом с языка манси.

## Билимбаевское водохранилище
В пределах большого посёлка Билимбая (северо-западный пригород Первоуральска) расположено Билимбаевское водохранилище, образованное при строительстве плотины при Билимбаевской железоделательном заводе в XVIII веке. Плотина сохранилась до наших дней, от старинного завода остались лишь руины. Берега водоёма преимущественно пологие, местами есть возвышенности. Местами берега зарастают камышом, осокой и тиной. На относительно необжитом, диком северо-восточном берегу стоит сосновый бор, поблизости от которого находится база отдыха «Светофор». Вдоль берегов Билимбаевского пруда встречаются лиственные леса.